# Quartier du Parc-de-Montsouris
Quartier du Parc-de-Montsouris är Paris 54:a administrativa distrikt, beläget i fjortonde arrondissementet. Distriktet är uppkallat efter Parc Montsouris, invigd år 1875.
Fjortonde arrondissementet består även av distrikten Montparnasse, Petit-Montrouge och Plaisance.

## Sevärdheter
- Parc Montsouris
- Cité universitaire
- Réservoir de Montsouris
- Hôpital Sainte-Anne med Chapelle de l'Hôpital Sainte-Anne

## Bilder
| - De fyra administrativa distrikten i Paris fjortonde arrondissement. - Réservoir de Montsouris. - Chapelle de l'Hôpital Sainte-Anne. |

## Kommunikationer
- Tunnelbana – linje  – Saint-Jacques